# Rossano
Rossano é uma comuna italiana da região da Calábria, província de Cosenza, com cerca de 34.906 habitantes. Estende-se por uma área de 149 km², tendo uma densidade populacional de 234 hab/km². Faz fronteira com Calopezzati, Corigliano Calabro, Cropalati, Crosia, Longobucco e Paludi.
É a cidade natal do papa João VII

## Demografia
| Variação demográfica do município entre 1861 e 2011                               |
|                                                                                   |
| Fonte: Istituto Nazionale di Statistica (ISTAT) - Elaboração gráfica da Wikipedia |

## Filhos notáveis
- Ver Biografias de personalidades nascidas em Rossano